# ABCエキスタ

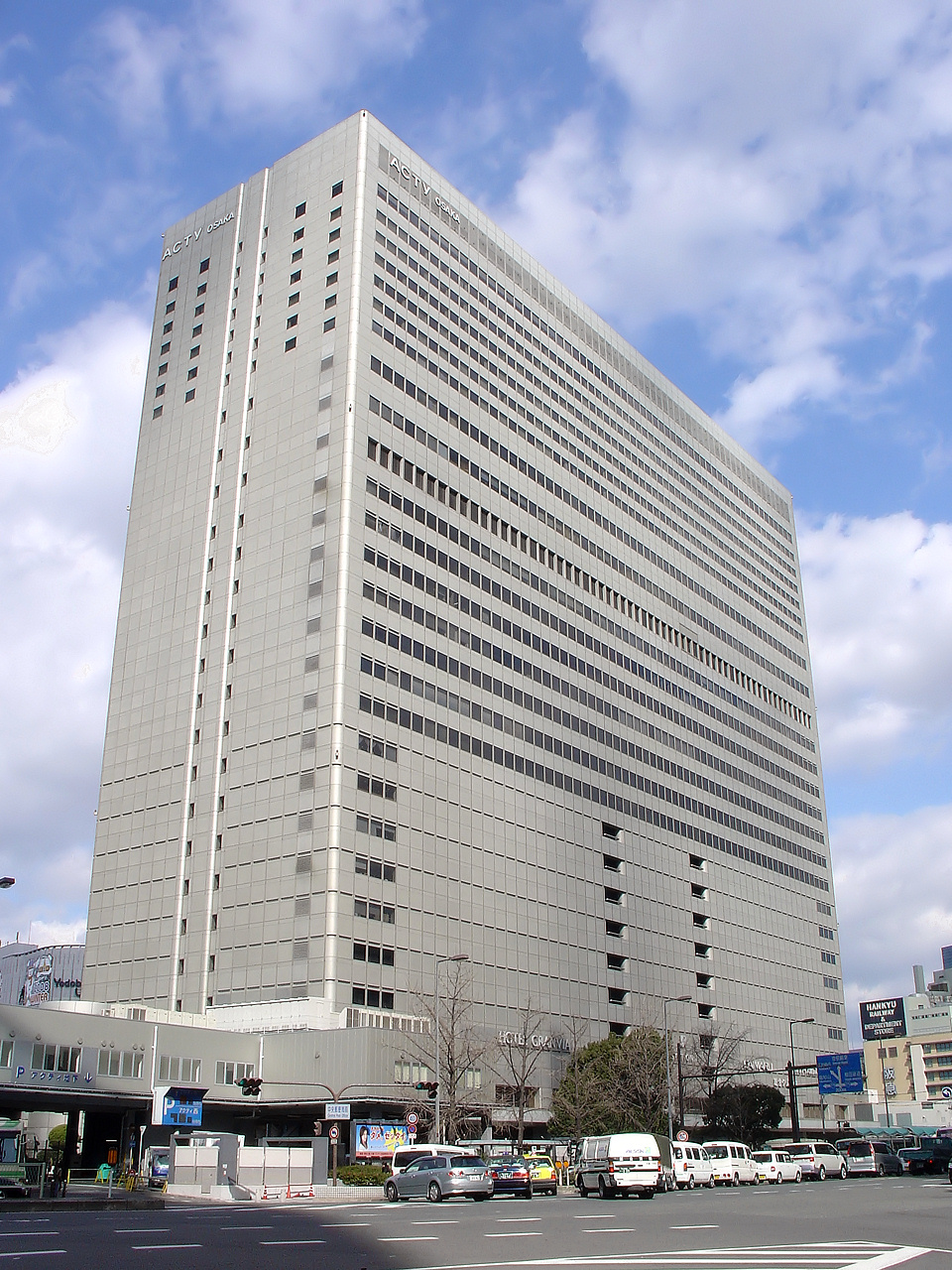
ABCエキスタがあったアクティ大阪（大阪ターミナルビル）
※画像は増床前のもの。現在は低層階のみ手前に増床されている

ABCエキスタ（エービーシーエキスタ）は、かつて朝日放送（ABC、現・朝日放送グループホールディングス）のサテライトスタジオとして、日本国有鉄道（国鉄）のち西日本旅客鉄道（JR西日本）大阪駅の高層ビルディング「アクティ大阪」（現・サウスゲートビルディング）内に開設されたスタジオ。
1983年（昭和58年）4月25日のアクティ大阪のオープンと同時に開設され、1997年（平成9年）4月30日に閉鎖された。

## 施設概要
スタジオは15階・16階フロアの2層吹き抜けで、背面には36面マルチモニターを装備し番組に連動した映像を映し出した。また本社への映像・音声の伝送は、全て光ケーブルを使った当時としては最新式のものであった。
朝日放送は旧大阪駅時代にも、ラジオのサテライトスタジオを設けていた時期があったが、大阪駅の再開発によりアクティ大阪の建設が決まった際、アクティ大阪の運営会社である大阪ターミナルビル側から「百貨店やホテル以外にも、核となる場所が必要。生活文化の発信基地の役割を担ってもらいたいと」との意見があり、1979年（昭和54年）6月に双方が合意して設置が決まった。
朝日放送の当初の計画では、ラジオ専用のスタジオが計画されていたが、その後テレビスタジオを中心としたものに計画が変更された。元々、アクティ大阪の15階部分は防災面から全体を避難広場とする、吹き通しのオープンスペースに設計されていたが、テレビスタジオを中心にした事で多数のスタッフや機材が出入りするため、防災上オープンスペースではなく、防火壁で取り囲まれた窓のない普通のテレビスタジオとなった。
公開放送が行われる時間以外でもエレクトーンの演奏、お笑いタレントによるステージやミニライブなどが行われた他、マルチモニターで高校野球やナイター中継が上映されるなど、イベントスペースとしても利用された。また、1991年（平成3年）には、大阪府の芸能文化資料館「ワッハ上方」の開設準備のため、在阪テレビ局から提供された、往年の漫才や落語のビデオを「公開ダビング」と称して上映するユニークなイベントが行われた。
アクティ大阪開業当時は、ビルの壁面に大阪駅や大阪ターミナルホテル（現:ホテルグランヴィア大阪）、大丸と並んで朝日放送の社名ロゴが描かれたネオン看板が取り付けられていたが、「ABCがアクティ大阪に移転した」と勘違いした人が多くおり、新大阪駅を降りたANN系列局の局員が、タクシーでアクティ大阪に連れてこられたこともあったという。
しかし、公開放送がなくなり、設備の劣化やスタジオとしての機能をも全うしたことから、1997年（平成9年）4月30日で閉鎖された。
閉鎖後の跡地は16階に床を設ける改造を行い、15階が大丸ミュージアム、16階はカジュアルダイニングと称した食堂街となっている。

## エキスタから放送された番組

### テレビ番組
- おはよう6（1983年10月放送開始の早朝の情報番組／非公開）
- ABCカルチャー エキスタ女学院（1983年4月 - 1985年3月・月 - 金午前11時／主婦向けのテレビ講座）
- わいわいサタデー
- エキスタ寄席（1983年5月 - 1985年9月放送）
- THEビッグチャンス（通常はABCホールからの放送だが、スタジオ運用の都合上使われた）
- YOUごはんまだ?
- MTV:Music Television　放送当初収録に何度かサブを使用していた。
- 御堂筋パレード（1985年）　朝日放送・毎日放送・関西テレビ・よみうりテレビ・テレビ大阪各局中継のメインスタジオとして使用された。
- 1986年 衆参同日選挙開票速報「選挙ステーション」（東京・大阪に二元中継による有権者らのティーチイン会場）
- 夜のAタイム　非公開　生放送
- ナイトinナイト　非公開
- ビバ・レディー（1986年11月 - 1988年9月、晴れ時々たかじんの前番組）
- あっちこっちマッチ
- 噂のTV通信社 うおんてっど!（1992年3月 - 1994年3月、半年で「うおんてっど!」に改題）
- ワイドABCDE〜す

### ラジオ番組
- お昼です!ABC エキスタ一本勝負（ - 1984年3月）
- 尾崎千秋のエキスタ発0時15分（1984年4月 - 1985年3月）
- 日産ミュージックギャラリーポップ対歌謡曲（1995年／通常使用している日産大阪ギャラリーが、阪神・淡路大震災でガラスが破損したため、一時的にエキスタからの公開放送になった）
- 1985年4月 - 1989年9月までは毎週金曜日のみエキスタからの放送となる
  - 11:00 - 11:45　トヨタさわやかパトロール
    - 司会は船場太郎と阪口佳澄

  - 12:15 - 13:30
    - 体あたり歌謡曲昼一番（ - 1985年9月）
      - 司会は石原勝と豊田記子

    - 聞けば効くほどやしきたかじん（1985年10月 - 1987年9月）
      - メインパーソナリティはやしきたかじん、アシスタントは安井ゆたか、レギュラーゲストは円広志

    - 毎度おおきに!べかこらんど（1988年4月 - 1992年3月）
      - メインパーソナリティは桂南光（当時は「桂べかこ」）、西岡幸子

  - 14:05 - 16:15 歌謡曲ぶっつけ本番（1986年9月までエキスタにて放送、10月以降は本社スタジオにて放送） 
    - 司会は乾龍介と小山乃里子